# Santo Domingo Yanhuitlán
Santo Domingo Yanhuitlán est un village et une municipalité dans l'état d'Oaxaca, au Mexique, situé au nord-est de la ville d'Oaxaca de Juárez. Il fait partie du District Nochixtlan dans le sud-est de la région Mixteca. La municipalité est située à 2 140 mètres d'altitude. Son nom vient du saint patron de la ville (Saint Dominique) et la dernière partie est du Náhuatl signifie "près de quelque chose de nouveau".

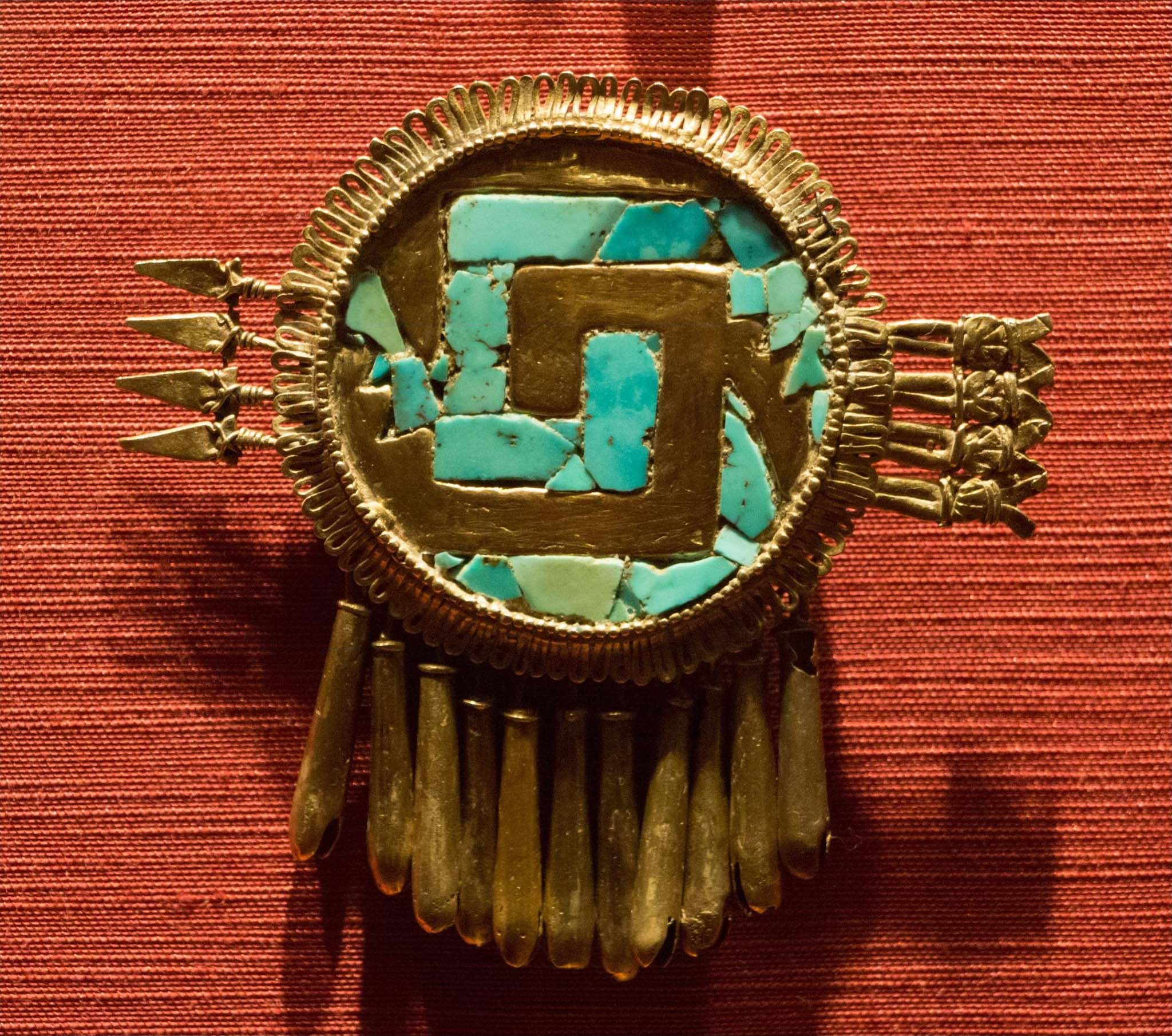
Bouclier de Yanhuitlan au Musée national d'anthropologie de Mexico

## La ville
La ville a été fondée par les frères dominicains dix années après l'occupation d'Oaxaca par les Espagnols. Historiquement, à l'époque coloniale, Yanhuitlán était un centre commercial important centre commercial des Mixtèques, avec l'exportation de la soie envoyée à Mexico, Puebla et Oaxaca. Les revenus communaux sont conservés dans des coffres verrouillés avec trois clés pour les conserver pour le développement culturel de chacun des sept quartiers de Yanahuitlán : Ayuxu Dana, Xayujo, Tico, Tinde, Yudayo. Yuxacoyo y Yuyuxa.
La municipalité est dominée par l'église et l'ancien couvent de Santo Domingo, construit à partir de 1552, sur des fondations pré-hispaniques. Elle possède une façade remarquable, avec des fonts baptismaux, le toit du "sotocoro", un grand nombre de fines statues de saints de l'ère coloniale, plusieurs retables sur les côtés de l'église ainsi qu'un retable du maître-autel dont la construction originelle a été faite par Andrés de Concha, vers 1579, avant d'être transformé. Il contient également un orgue construit autour de 1700 et restauré par Pascal Quoirin en 1998.

## La municipalité
Yanhuitlán est le siège municipal qui étend sa compétence sur les collectivités suivantes :
Barrio de los Arcos, Caja de Agua, El Jazmín, La Cantera, La Cieneguilla, La Laguna, Los Dos Corazones, Rancho Celerino, vendaño, Río Grande, San Sebastián (Primera Sección), Tijua, Tooxi, Xaacahua, Xacañi, Xahayucuanino, Yucudahuico, Yudayo, et Yuxaxiño

## Lieux et monuments
- Aqueduc ;
- Église de Santo Domingo Yanhuitlán ;
- Palais municipal ;
- Ancien couvent de Santo Domingo Yanhuitlán transformé en musée régional.